# 覺羅德寧
觉罗德寧（1782年—？），后避讳清宣宗旻寧更名为觉罗德厚，字遠村，号宗維。满洲正红旗人，嘉庆丁卯举人，甲戌进士。

## 生平
中进士后任翰林院庶吉士，授翰林院编修，詹事府右贊善、春事坊右庶子，日讲起居注官，嘉庆二十三年戊寅科湖南乡试正考官，翰林院侍讲学士、侍读学士，陕甘学政，大理寺卿，左副都御史，鴻臚寺卿，盛京工部、刑部侍郎并管理移居宗室營事務，道光二十五年任兵部左侍郎，二十八年任鑲黃旗蒙古副都統。

## 家庭
- 祖彰古，知府；
- 父景慶，官御史；
- 生母富察氏，廷柱之女；
- 嫡妻布克蘇氏，道員德明之女；
- 继妻巴岳特氏，侍郎克扎布之女；
- 子阿克敦，员外郎[2]。